# De Meierijers
De Meierijers is een handboogvereniging uit Berkel-Enschot (gemeente Tilburg).
Zij is aangesloten bij de Koninklijke HandboogSport Nederland (KHSN).
De vereniging is vernoemd naar de bewoners van de streek De Meierij.

## Geschiedenis
De vereniging is opgericht in 1983. In de beginjaren schoten de leden in een zaal van café Concordia met een buitenbaan aan sportpark De Rauwbraken. In 2000 verhuisde de vereniging met haar binnenbaan naar ’t Hoekse alwaar een stal werd omgebouwd tot schietbanen voor 18 meter en 25 meter.
In 2010 is de vereniging verhuisd naar de locatie aan de Hoolstraat 4a in Berkel-Enschot. Hier heeft zij de beschikking over 16 binnenbanen tot een afstand van 25 meter en 36 buitenbanen waar tot 90 meter geschoten kan worden. In de vereniging wordt geschoten met de recurveboog, compoundboog en diverse soorten barebows.
De Meierijers telt ongeveer 90 leden waarvan ongeveer 25 jeugdleden.
Sinds 1-1-2021 is Tiny Reniers lid van onze vereniging welke drie keer aan de Olympische Spelen op het onderdeel boogschieten (recurve) mee heeft gedaan. In Moskou (1980) behaalde hij de achtste plaats (2418 punten). Op de Spelen in Los Angeles (1984) werd hij dertiende (2486 punten). In Seoel (1988) werd hij vijfde (2593 punten).

## Wedstrijden en competities
De leden van de vereniging doen mee aan de KHSN competitiewedstrijden 18 meter en 25 meter 1 pijl, de Zomercompetitie (outdoor), Wintercompetitie, en diverse andere wedstrijden en toernooien.